# Classificazione dei carichi araldici
In araldica, i carichi sono tutti quegli elementi grafici che sono disegnati sul campo dello scudo.
I carichi costituiscono un gruppo di elementi numeroso, ragion per cui nel tempo sono stati fatti molti tentativi di classificazione.

## Le due tendenze nella classificazione dei carichi
Questi tentativi seguono due linee di tendenza:
1ª tendenza: classificazione basata sulle caratteristiche espresse ed osservabili (definita per « comprensione ») come per esempio:
- le pezze: forme geometriche che si suddividono in:
  - pezze onorevoli o «di primo ordine», che hanno un posto fisso sullo scudo, e
  - pezze ordinarie o «di second'ordine», elementi caratterizzati da una forma geometrica
- le figure, figure stilizzate di oggetti, piante, animali, creature chimeriche, etc, che possono essere collocate in modo molto variabile sullo scudo o su una pezza.

Un sottogruppo particolare delle pezze onorevoli è quello costituito dalle cosiddette pezze diminuite, cioè quelle che derivano dalle pezze onorevoli, di cui hanno la forma ma con dimensioni ridotte per consentirne la presenza sullo scudo in numero superiore all'unità. In genere le pezze diminuite, nel loro insieme, occupano lo stesso spazio occupato dalla pezza onorevole da cui derivano.
2ª tendenza: classificazione costituita da una elencazione più o meno esaustiva (definita per « estensione »), basata probabilmente su un censimento delle utilizzazioni registrate negli armoriali o tramandati dalle tradizioni, come per esempio:
- pezze araldiche
  - pezze onorevoli: banda, sbarra, bordura, campagna, capo, scaglione, croce, fascia, scudetto in cuore, quartier franco, palo, croce di S. Andrea
  - pezze di second'ordine: cantone, gherone, lambello, orlo, pergola, pila, punta, grigliato
  - pezze di terz'ordine: bisante, bisante-torta, biglietto, carello, fuso, losanga, maglia (o losanga vuota), losanga forata, torta, torta-bisante
  - pezze diminuite: bastone, burella, colmo, cotissa, divisa, filetto, decusse scorciato, pianura, interzato, verghetta
- figure naturali: sole, crescente, arcobaleno, stelle, leone, leopardo, cavallo, cane, aquila, ecc.
- figure artificiali: anelletto, candelabro, chiave, chiodo, corona, erpice, ecc.
- figure immaginarie: chimera, drago, sirena, grifone, arpia, liocorno, ecc.

Il rischio di usare la seconda tendenza è quello di generare un numero quasi infinito di carichi possibili e delle sovrapposizioni.